# Пилигрим, Хубертус фон

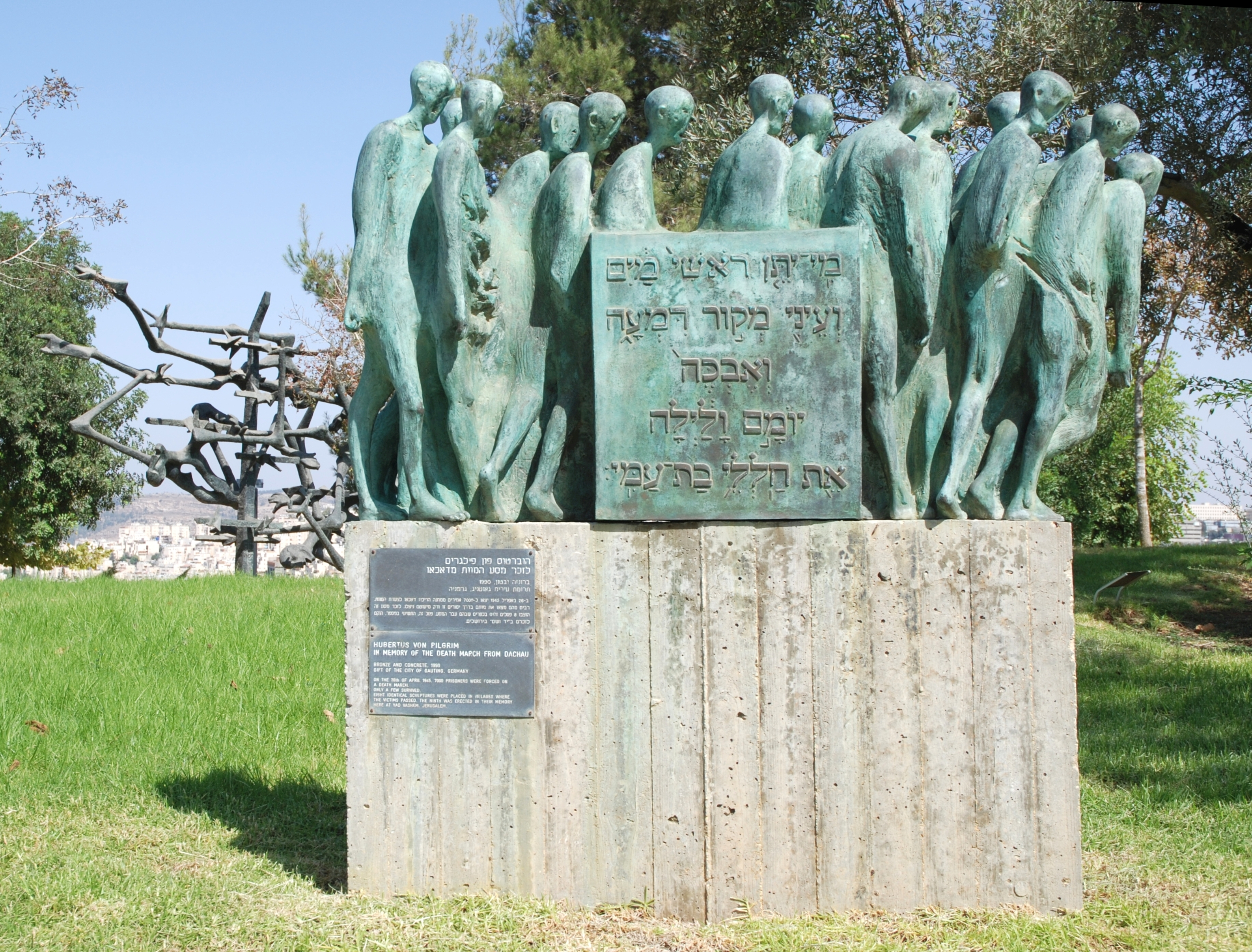
Мемориал Марш смерти в Яд Вашем в Иерусалиме

Хубертус фон Пилигрим (нем. Hubertus von Pilgrim; 24 августа 1931, Берлин) — немецкий скульптор, гравёр, медальер, педагог, профессор Мюнхенской академии художеств.

## Биография
В 1954 году окончил Гейдельбергский университет, где изучал историю искусства, литературу и философию. Брал частные уроки живописи у художника-экспрессиониста Эриха Хеккеля. Изучал скульптуру в Берлинском университете искусств у Бернхарда Хейлигера. Учился также у Стэнли Уильяма Хейтера в Париже.
С 1963 по 1977 год преподавал в Брауншвейгском университете искусств, с 1977 по 1995 год — профессор Мюнхенской академии художеств.

## Творчество
Автор памятников, мемориальных плит, монет, медалей, гравёр. Создал 22 памятника в память о марше смерти узников концлагеря Дахау в 1945 году, которые установлены на маршруте движения узников в Мюнхене и в районе Большого Мюнхена. Другой экземпляр находится в мемориале Яд Вашем в Иерусалиме. Ему также принадлежат памятники Вольфгангу Амадею Моцарту в центре Мюнхена и Аденауэру в Бонне.

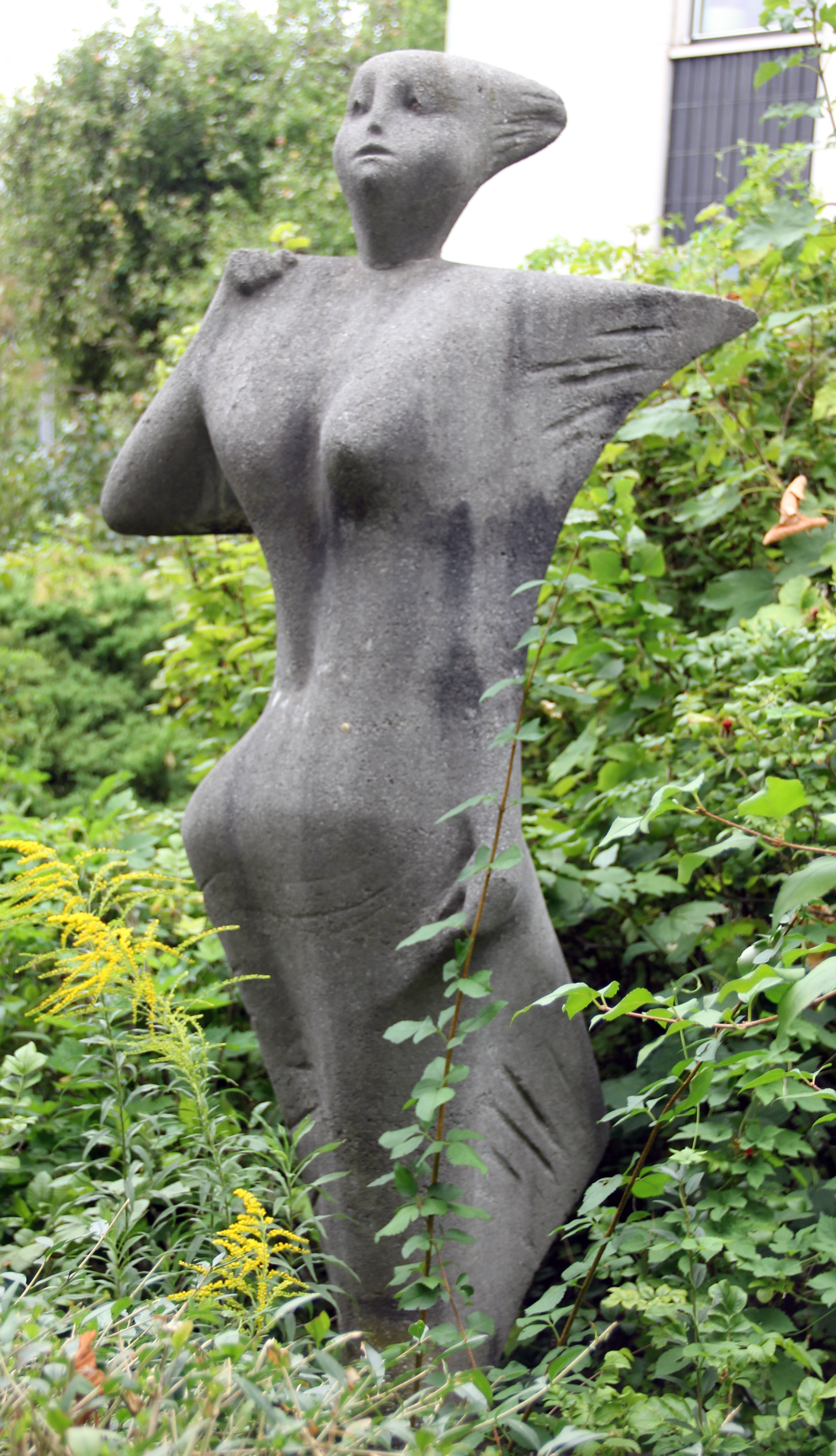
"Невеста ветра", Лихтерфельде, 1957
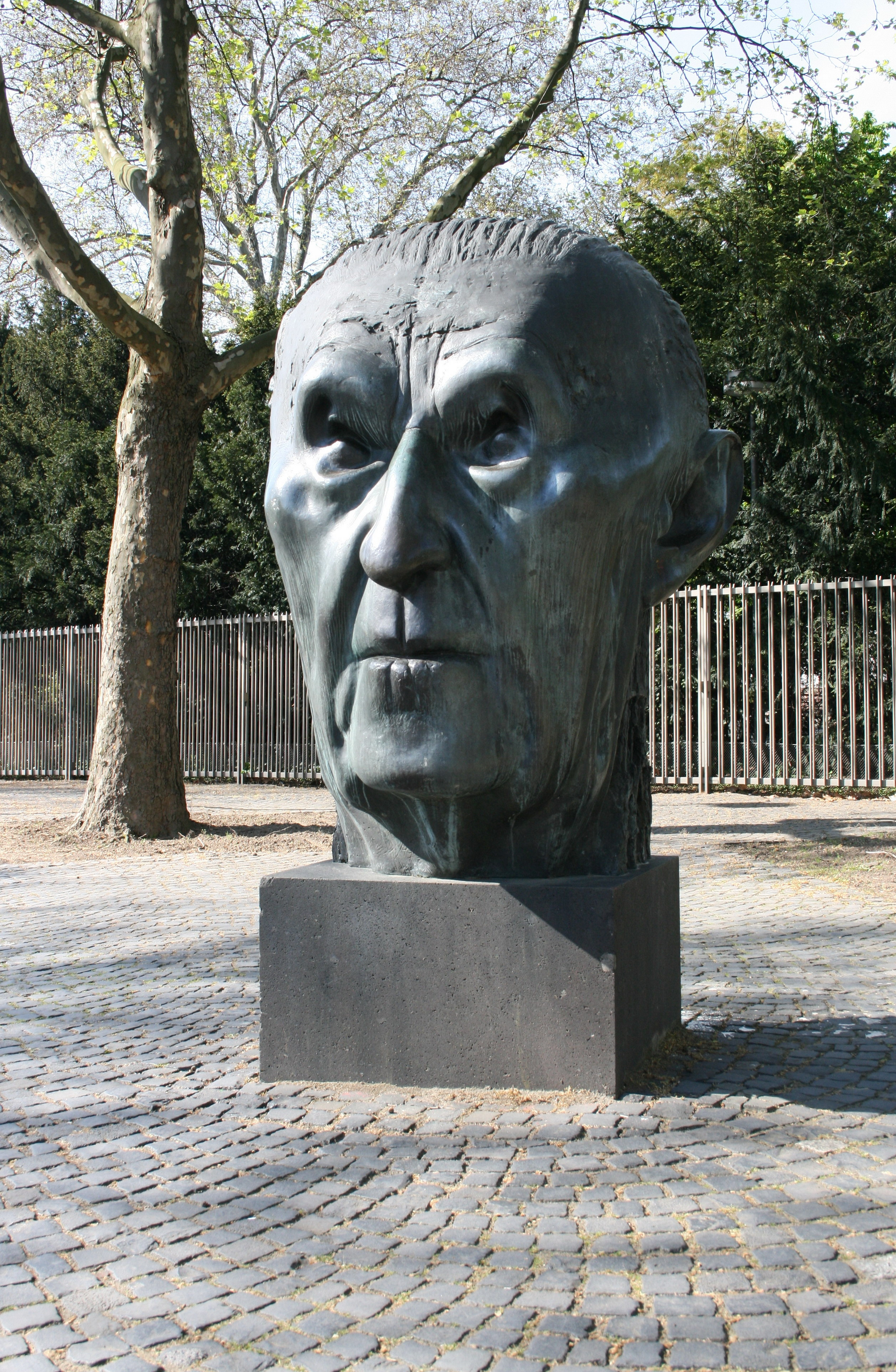
Памятник Аденауэру в Бонне.1982)
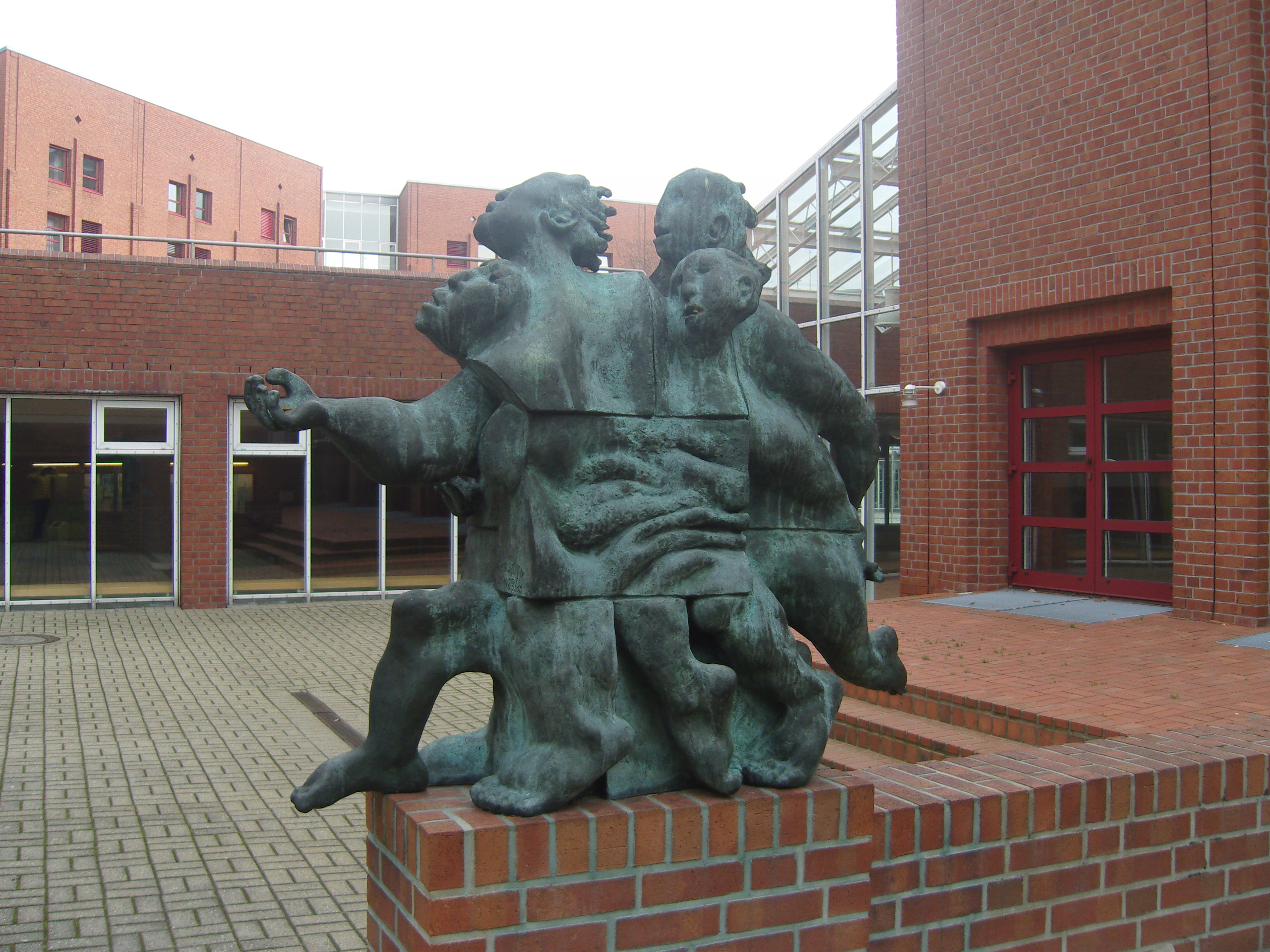
Скульптура на территории Образовательного и научного центра Федерального финансового управления в Мюнстере
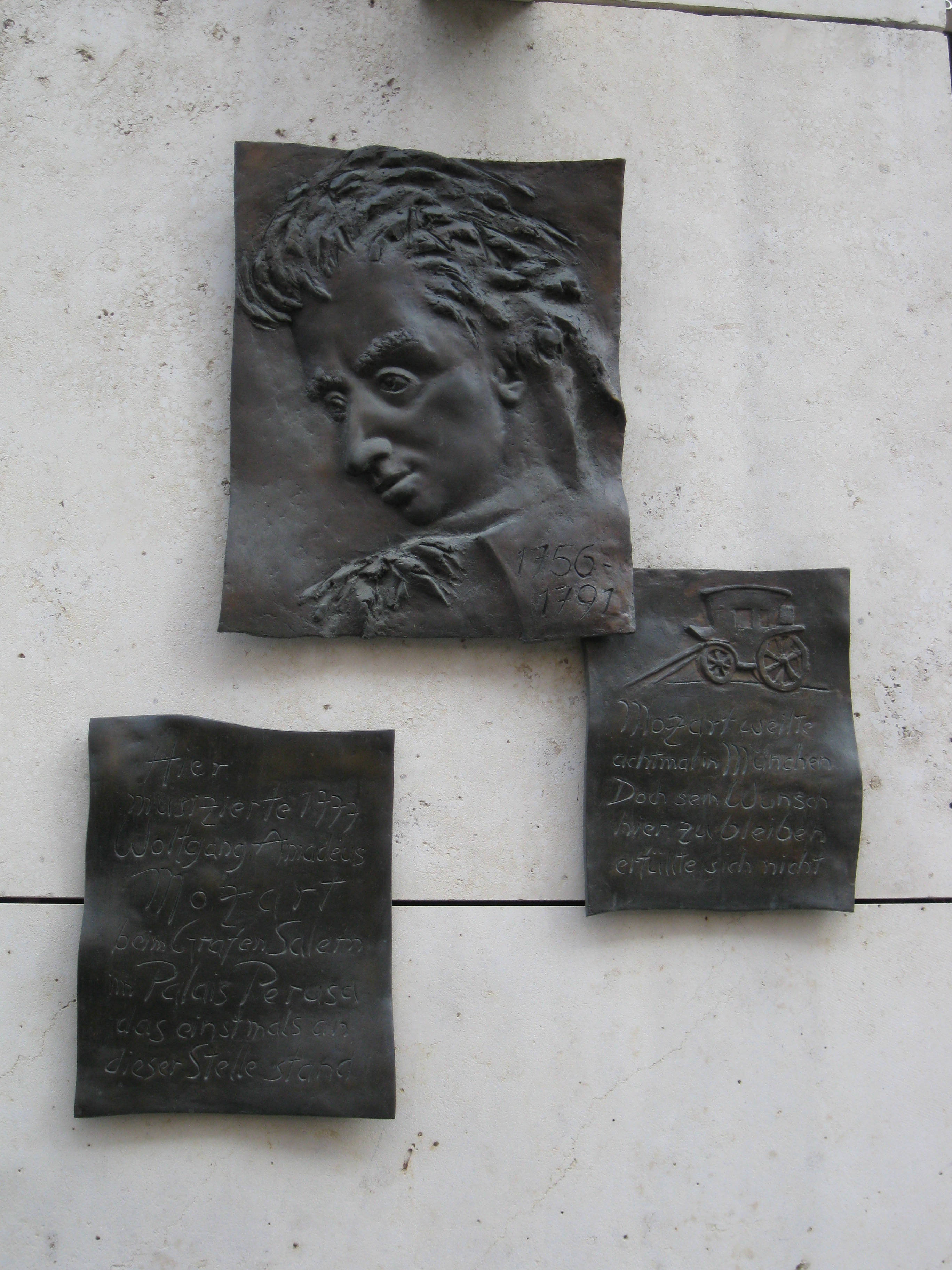
Памятник Вольфгангу Амадею Моцарту в центре Мюнхена
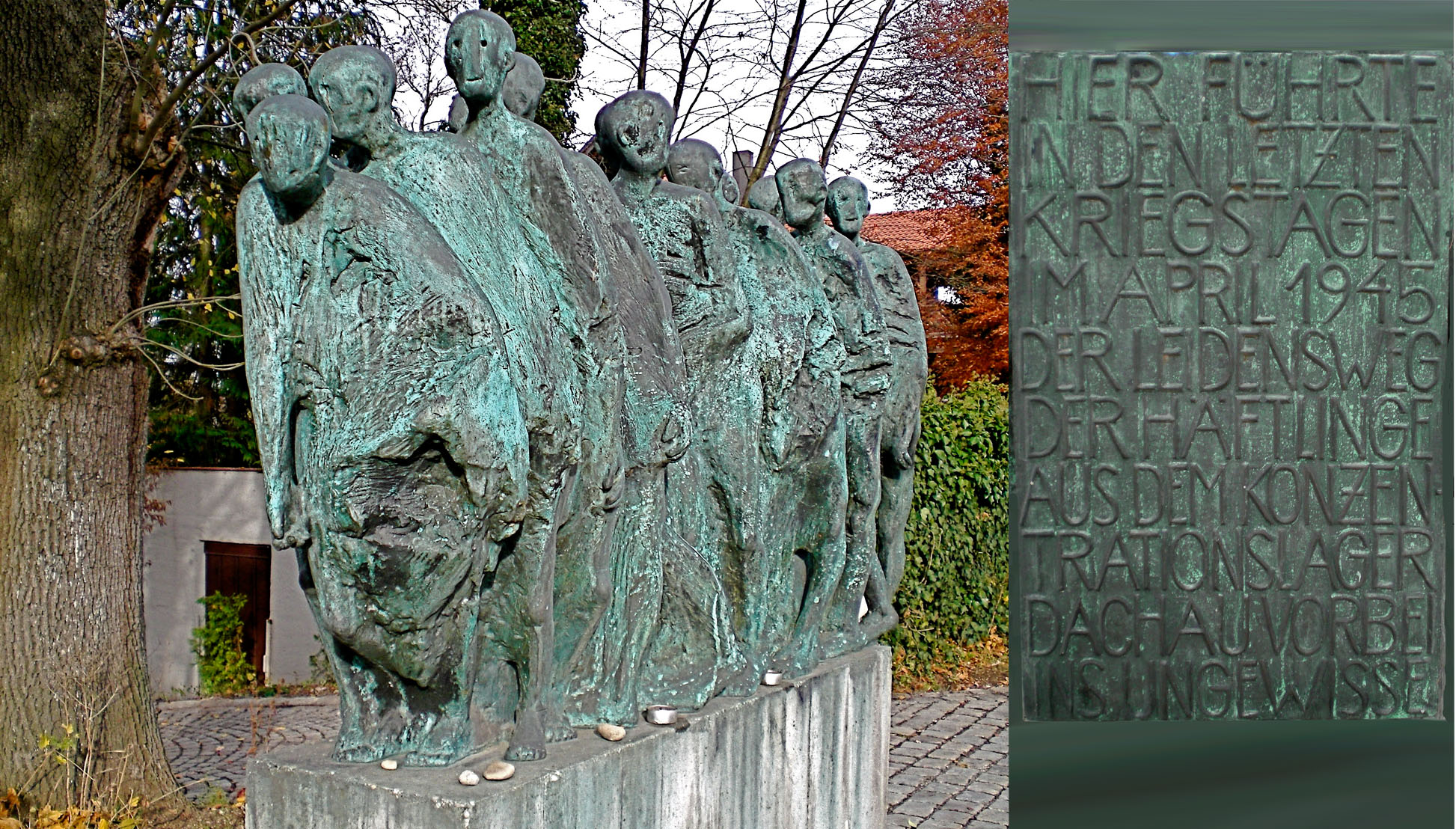
Мемориал маршей смерти в Крайллинге
Медаль Германа Гессе, 2003

## Награды
- Pour le Mérite (1995)
- Орден «За заслуги перед Федеративной Республикой Германия» (1997)
- Баварский орден «За заслуги» (2005)
- Премия Хильды Броер в области медальерного искусства (2013)